# 康子與健兒
《康子與健兒》（日语：ヤスコとケンジ）是日本漫畫家或子創作的漫畫作品。在集英社發行的女性漫畫雜誌《豪華瑪格麗特》的2004年1月號發表後，於《別冊瑪格麗特》2005年4月號至2006年11月號連載。單行本全5冊。
2008年由日本電視台改編拍成電視劇，7月到9月於每週六播出，由松岡昌宏（TOKIO）、廣末涼子、多部未華子、大倉忠義等人主演。
另外在《豪華瑪格麗特》從2009年1月號開始發表番外編。

## 故事
6年前的12月24日，雙親因為交通事故而死，於是沖康子和原暴走族總長的哥哥沖健兒開始住在一起。但是由於哥哥的阻撓，使得她總是無法好好談戀愛。於是兄妹因此每天過著吵架的日子，但康子卻某天遇上了資優生樁純而愛上他，但純的老姐卻是以前常和健兒吵架的另一原暴走族總長惠理香，因此康子除了要讓純喜歡上她外，還要努力改善健兒和惠理香這對歡喜冤家的關係，故事也在此展開了一段非常暴走的生活。

## 登場人物

### 主要角色
沖康子（沖 康子、おき やすこ）
主角。有著愛做白日夢的性格。17歲，高校2年級。在補習班上遇見純而一見鍾情。老是和自己的哥哥健兒吵架。對於健兒都以「你」來稱呼他、自己的手機則是把他設定登錄成「那傢伙」，看起來似乎討厭哥哥，但實際上比誰都還要信任他。和純的姐姐惠理香很合得來，現在在她開的花店「樁花」打工中。學校的成績是接近不及格的邊緣。5月17日生。
雖然會做菜，但廚藝似乎不佳，煎蛋常會做得太鹹。
沖健兒（沖 健児、おき けんじ）
康子的哥哥。24歲。是暴走族「Naked Gun」的原總長，因為雙親俱亡而解散掉。現在的職業是成人向漫畫的漫畫家（戲劇版是少女漫畫家），筆名健健（戲劇版是櫻葉麗華），有著愛強迫人和很凶暴的性格。因為對康子管教嚴格而常與康子吵架，無論對手是誰都不會放過。康子有時候會被他丟到洗衣機裡並且就這樣讓她旋轉著。平常戴著一副眼鏡，化身為暴走族時則會拿掉。視守護康子為自己的正義，沒有結婚的願望。
椿純
惠理香的弟弟，是個就讀男子高中的二年級生，在校內的考試都是拿到第一名。假日時會幫忙花店的工作。討厭的食物是紅蘿蔔。對於幹夫一直纏著他並且想辦法對付他的行為感到討厭，所以完全不把他當對手。
椿惠理香（椿 エリカ、つばき えりか）
純的姐姐。24歲。女暴走族軍團「黑薔薇」的原總長。現在經營花屋「樁花苑」。9年前對健兒一見鍾情，現在在單戀中。在當暴走族時，數次告白都沒有成功。学生時相當肥胖、現在則是有著能與模特兒相提並論的體型和外貌。身長179cm、8月25日生、O型。廚藝很差勁。
經常在遇到健兒時，原來想表示好意的行為，都會變成和他吵架。
摩斯
暴走族「Naked Gun」的原親衛隊隊長。現在擔任健兒的助手。有一頭光頭和嚇人的長相、但人卻非常好。23歲。本名是正助（しょうすけ）。在短篇中的右眼上有一個舊傷。
阿迪達斯（アジダス）
暴走族「Naked Gun」的原特攻隊長。現在和摩斯一起擔任健兒的助手。有一頭雞窩頭式髮型。本名不明。

### 其他角色
改造人 愛子
健兒所畫的漫畫標題和角色。本作第1集有收錄。
青田
暴走族「Snake」的原總長，過去喜歡惠理香因而痛恨情敵健兒並且設計夜襲他。現在對惠理香也存有感情。
赤川
青田部下。很仰幕青田。
橫須賀茜（よこすか あかね）
和愛子有同樣臉孔的女性。目前處於我行素的22歲。職業是幼兒保育老師。在要和健兒結婚前注意到健兒不想結婚而放棄婚約。
宮園薰（みやぞの かおり）
惠理香當總長時的後輩。22歲。在大企業公司的員工餐廳工作。喜歡上在聊天室認識的男性。只要化五小時妝就會判若兩人。平常時是一頭爆炸頭並且有一些雀斑。通稱「小園」。
瓜部聰（うりべ さとし）
健兒當總長時的後輩。23歲。在運輸業工作。同樣喜歡上在聊天室認識的女性。只要改變髪型、掛上眼鏡也會判若兩人。平常時留著後梳髮型（將頭髮梳到後面並且用吹風機和髮膠固定）。通稱「小瓜」。
山田幹夫（やまだ みきお）
純的同學。自己把純當作對手。剛開始對康子沒有興趣、後來對康子持有好感。有點不受歡迎。有七個姐妹（作中用片假名記載著他的姐姐和妹妹）。通稱「米奇」。
長沼亞希子（ながぬま あきこ）
旅館王「長沼集團」的社長千金。中学3年級生（14歲）。離家出走時，偶然遇到摩斯（正助）並且偽裝成喪失記憶而住在他那邊，後來在摩斯的勸導下而回去，並且和摩斯約定長大後要和他在一起。
美惠
康子的朋友和同學。短篇中也有登場。
真帆
康子的朋友和同學。
岩瀬俊介（いわせ しゅんすけ）
和康子在聯誼中認識的他校生。當時是高校1年級生。短篇中登場。

## 番外篇
從《豪華瑪格麗特》2004年1月號開始連載。收錄有『三篇和紅色腳踏車』。短篇版的設定，康子16歳（高校1年生）、健兒是23歲。另外健兒的助手摩斯和愛迪達也有登場，但長相有些微的不一樣、也沒有名字。另外伴隨著戲劇版化、在《豪華瑪格麗特》2008年9月號再度連載。

## 出版書籍
| 集數 | 集英社         | 集英社             | 東立出版社   | 東立出版社             |
| 集數 | 發售日期       | ISBN               | 發售日期     | ISBN                   |
| ---- | -------------- | ------------------ | ------------ | ---------------------- |
| 1    | 2005年8月25日  | ISBN 4-08-847885-1 | 2009年2月9日 | ISBN 978-986-10-2804-0 |
| 2    | 2006年3月24日  | ISBN 4-08-846043-X | 2009年3月6日 | ISBN 978-986-10-2805-7 |
| 3    | 2006年9月25日  | ISBN 4-08-846093-6 | 2009年4月7日 | ISBN 978-986-10-2806-4 |
| 4    | 2007年2月23日  | ISBN 4-08-846145-2 | 2009年4月7日 | ISBN 978-986-10-2807-1 |
| 5    | 2008年10月24日 | ISBN 4-08-846346-3 | 2009年6月4日 | ISBN 978-986-10-2808-8 |

## 電視劇
《暴走兄妹》電視劇於2008年7月12日到9月20日在日本電視台播出。播出時間是週六的21:00〜21:54（JST）。主演是TOKIO的松岡昌宏，是松岡自從主演連續劇2006年播放的《夜王》（TBS系）以來，闊別兩年三個月參與連續劇演出，而演出同台的連續劇則是自從2004年播放的《秀逗男護士》的四年以來，再度演出。本劇2009年在香港無綫劇集台首播，香港版本譯名為《暴走冤家》。

### 演員
- 沖健兒：松岡昌宏（TOKIO）（香港配音：陳欣）

暴走族「Naked Gun」的原總長、現在是少女漫畫家。筆名為「櫻葉麗華」（桜葉れいか）。他幾乎每一集都會翻一次桌子。
- 沖康子：多部未華子（兒時：八木優希）（香港配音：何璐怡）

就讀青葉台學院高等學校3－F，手提電話型號是SO906i，裡面登錄的朋友大多數是模彷小嶋陽菜所屬的AKB48成員的真名所作出來的假名。她在每一集中都會跌倒一次。生日是7月26日，這一天同樣也是健兒與康子雙親的忌日。
- 椿惠理香：廣末涼子（香港配音：林芷筠）

女暴走族「黑薔薇」的原總長，現在經營花店「椿花苑」。
- 椿純：大倉忠義（關西傑尼斯8）（香港配音：陳繼恆）

轉學生，屬於青葉台學院高中3年特A班，和姐姐惠理香一起住，生日跟康子一樣是7月26日。
- 宮園薰：山口紗彌加（香港配音：許盈）

惠理香當總長時的後輩、現在在花店「樁花苑」工作，和味出是青梅竹馬。
- 阿燃：內山信二（香港配音：劉奕希）

暴走族「Naked Gun」的原親衛隊長、現在是健兒的助手。
- 味出：渡部豪太（香港配音：馮錦堂）

暴走族「Naked Gun」的原特攻隊長、現在是健兒的助手，和宮園薰是青梅竹馬。
- 星川優紀子：櫻井淳子（香港配音：黃麗芳）

在健兒所連載的少女漫畫的集文社擔任編輯，一直都在防著「櫻葉麗華」的真正身份會曝光。
- 青田龍爾（あおた りゅうじ）- RIKIYA（香港配音：張錦江）

暴走族「Snake」的原總長，在當暴走族時喜歡惠理香。
- 赤川：HIRO（安田大馬戲團）

青田的部下。
- 澀谷勝：嶋大輔 (香港配音：潘文柏)

咖哩屋的老闆，健兒等人的聊天對象，其身分其實是「Golden Dragon」（黃金龍）的原總長。
- 森口文江：高橋惠子 (香港配音：雷碧娜)

健兒和康子的阿姨。
- 亞紀：東 亞優

青葉台學院高中3－F。康子的朋友。
- 千里：江頭由衣

青葉台學院高中3－F。康子的朋友。
- 百合子 - 山内映美莉

青葉台學院高中3－F。
- 美月- 笹丘明里

青葉台學院高中3－F。
- 真央：本間理紗

青葉台學院高中3－F。
- 真行寺雛（真行寺 ひよこ）：小嶋陽菜（AKB48）

就讀青葉台學院高中特3年特A班，有著令人討厭的性格。去到那，留美和菖蒲就跟到那。喜歡純，是櫻葉麗華的粉絲。最終回時，想要邀純約會，結果因為純選擇康子而被他拒絕，於是她的跟班和其他女學生只好跟她一起離開，以避免尷尬。
- 留美：西田奈津美

青葉台學院高中3年特A班。性格驕傲。和真行寺一起行動。
- 菖蒲：松本華奈

青葉台學院高中3年特A班。和真行寺一起行動。
- 御手洗：住田隆

康子的班導。很怕健兒。
- 康子和健兒過世的雙親：布施博、持田雅代

在10年前的7月26日過世的康子和健兒過世的雙親。

### 客串
第3話
- 二宮愛（健兒的相親對象）：佐藤江梨子（香港配音：陳凱婷）
- 望月（愛的前男友）：大浦龍宇一

第4話
- 書店老闆：二瓶鮫一

第5話
- 山田幹夫（純的老朋友：安田章大（關西傑尼斯8）
- 醫生：阿南健治
- 幹夫的伙伴：遠藤要

第6話
- 聰（佳織的戀人）：宅間孝行
- 青田的部下：角田兄弟（搞笑團體）（〜第7話）

第7話
- 揭發櫻葉麗華真面目的運動報紙記者：小木茂光

第8話
- 椿亨（惠理香和純的父親）：夏八木勲（〜最終話）
- 工地現場的負責人：河原佐武
- 羅曼斯出版的編輯：大河内浩
- 別冊Love&Peace的編輯：六角精兒
- 到便當店「駿也」買便當的客人：茄子（搞笑藝人）
- 其他演員：大森浩、上脇結友、坂東工、濱崎慶美 等人

第9話
- 嶋田賢一（和惠理香訂婚的人）：長野博（V6）（〜最終話）

最終話
- 藤野（椿物産専務）：中丸新將
- 藤野手下的流氓：工藤俊作、賀川黒之助
- 椿物産的員工：窪園純一、兒玉頼信
- 來接惠理香的計程車司機：田上宏

### 製作人員
- 劇本：山浦雅大、渡邊雄介、大石哲也
- 音樂：大島ミチル
- 導演：大谷太郎、長沼誠、高橋秀明
- 製作人：荻野哲弘（日本電視台）、千葉行利（K Factory）、三田真奈美（PPM）
- 製作著作：日本電視台

### 主題曲
「雨傘」
- 主唱：東京小子TOKIO
- 作詞、作曲：椎名林檎
- 編曲：東京事變

### 播放日程
| 各話                                                             | 播放日期 | 副標題 | 中文副標題                                 | 脚本     | 演出       | 收視率 |
| ---------------------------------------------------------------- | -------- | ------ | ------------------------------------------ | -------- | ---------- | ------ |
| 第1話                                                            | 7月12日  |        | 哥哥是原暴走族！ 保護妹妹…這個是我的正義!! | 山浦雅大 | 大谷太郎   | 12.3%  |
| 第2話                                                            | 7月19日  |        | 純情女士總長的化裝坦白                     | 渡辺雄介 | 大谷太郎   | 13.1%  |
| 第3話                                                            | 7月26日  |        | 亂跑！ 相親作戰眼淚的雞蛋燒                | 大石哲也 | 長沼 誠    | 11.2%  |
| 第4話                                                            | 8月2日   |        | 贈送給妹妹的眼淚的生日禮物                 | 山浦雅大 | 長沼 誠    | 12.9%  |
| 第5話                                                            | 8月9日   |        | 椿同學是情敵!? 由我保護沖同學              | 渡辺雄介 | 大谷太郎   | 10.6%  |
| 第6話                                                            | 8月16日  |        | 原混混們的純愛盡是傷痕!!                   | 山浦雅大 | 本間美由紀 | 12.3%  |
| 第7話                                                            | 8月23日  |        | 原形敗露的!? 角色扮演替身作戰              | 渡辺雄介 | 長沼 誠    | 14.9%  |
| 第8話                                                            | 9月6日   |        | 對哥哥贈送！ 眼淚的漫畫家復歸作戰          | 山浦雅大 | 大谷太郎   | 13.0%  |
| 第9話                                                            | 9月13日  |        | 解救!!悲哀的結果…妹妹的初戀                | 大石哲也 | 本間美由紀 | 13.4%  |
| 最終話                                                           | 9月20日  |        | 10年後愛的去向…哥哥的幸福由我們保護!!      | 山浦雅大 | 大谷太郎   | 16.3%  |
| 平均收視率 13.1%（收視率為Video Research調查関東地区的統計資料） |          |        |                                            |          |            |        |

### 播放電視台
| 地區 | 電視台            | 播放時間                | 播放日期                |
| ---- | ----------------- | ----------------------- | ----------------------- |
| 日本 | 日本電視台        | 星期六 21:00－21:54     | 2008年7月12日 - 9月20日 |
| 臺灣 | 緯來日本台        | 週一至週五 20:00－21:00 | 2009年2月3日 - 2月16日  |
| 香港 | 無綫劇集台        | 星期六 17:30－19:15     | 2009年7月18日 - 8月15日 |
| 香港 | 翡翠台 高清翡翠台 | 星期日 11:00－11:55     | 2010年7月18日 - 9月19日 |
| 香港 | 無綫電視J2台      | 週一至週五 14:00        | 2011年8月22日 - 9月2日  |

## 外部連結
- 日本電視台官網介紹 （页面存档备份，存于）